# Glanges
Glanges (Glanjas en occitan) est une commune française située dans le département de la Haute-Vienne en région Nouvelle-Aquitaine. Située à 25 km au sud de Limoges et à 5 km de l'axe A20 Brive-Limoges, Glanges est une petite commune d'environ 500 habitants répartis sur 2 300 ha et 32 hameaux situés à une altitude moyenne de 445 m.

## Géographie

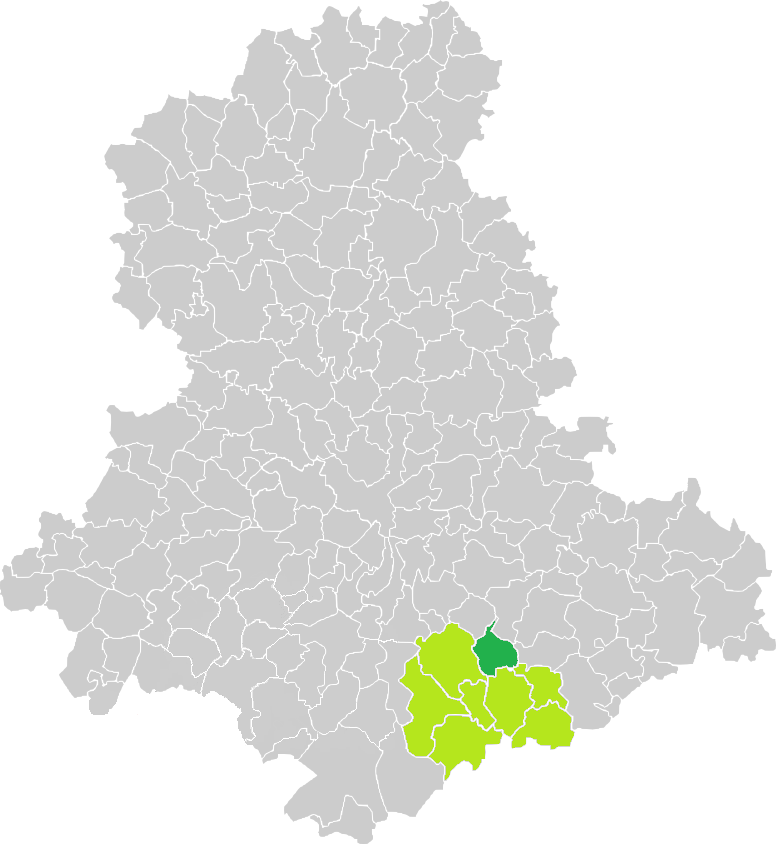
Situation de la commune de Glanges en Haute-Vienne.

La commune de Glanges a une superficie de 22,9 km2. La plus grande ville la plus proche est Limoges, qui est située à 20 km au nord-ouest.
Glanges est traversée par la rivière la Briance.
| Saint-Genest-sur-Roselle | Saint-Bonnet-Briance     | Linards (par un quadripoint) |
| Vicq-sur-Breuilh         | Glanges                  | Saint-Méard                  |
|                          | Saint-Germain-les-Belles | Saint-Vitte-sur-Briance      |

### Climat
Pour des articles plus généraux, voir Climat de la Nouvelle-Aquitaine et Climat de la Haute-Vienne.
Historiquement, la commune est exposée à un climat océanique limousin.  
En 2020, Météo-France publie une typologie des climats de la France métropolitaine dans laquelle la commune est dans une zone de transition entre le climat océanique altéré et le climat de montagne et est dans la région climatique  Ouest et nord-ouest du Massif Central, caractérisée par une pluviométrie annuelle de 900 à 1 500 mm, maximale en automne et en hiver.
Pour la période 1971-2000, la température annuelle moyenne est de 11,1 °C, avec une amplitude thermique annuelle de 14,9 °C. Le cumul annuel moyen de précipitations est de 1 136 mm, avec 13,2 jours de précipitations en janvier et 8 jours en juillet. Pour la période 1991-2020, la température moyenne annuelle observée sur la station météorologique la plus proche, située sur la commune de Saint-Germain-les-Belles à 6,97 km à vol d'oiseau, est de 11,2 °C et le cumul annuel moyen de précipitations est de 1 129,2 mm,. Pour l'avenir, les paramètres climatiques de la commune estimés pour 2050 selon différents scénarios d’émission de gaz à effet de serre sont consultables sur un site dédié publié par Météo-France en novembre 2022.

## Urbanisme

### Typologie
Au 1er janvier 2024, Glanges est catégorisée commune rurale à habitat très dispersé, selon la nouvelle grille communale de densité à sept niveaux définie par l'Insee en 2022.
Elle est située hors unité urbaine. Par ailleurs la commune fait partie de l'aire d'attraction de Limoges, dont elle est une commune de la couronne,. Cette aire, qui regroupe 127 communes, est catégorisée dans les aires de 200 000 à moins de 700 000 habitants,.

### Occupation des sols
L'occupation des sols de la commune, telle qu'elle ressort de la base de données européenne d’occupation biophysique des sols Corine Land Cover (CLC), est marquée par l'importance des territoires agricoles (77,7 % en 2018), une proportion identique à celle de 1990 (77,7 %). La répartition détaillée en 2018 est la suivante : 
prairies (59,6 %), forêts (21,2 %), zones agricoles hétérogènes (16,8 %), terres arables (1,2 %), zones urbanisées (1,1 %). L'évolution de l’occupation des sols de la commune et de ses infrastructures peut être observée sur les différentes représentations cartographiques du territoire : la carte de Cassini (XVIIIe siècle), la carte d'état-major (1820-1866) et les cartes ou photos aériennes de l'IGN pour la période actuelle (1950 à aujourd'hui).

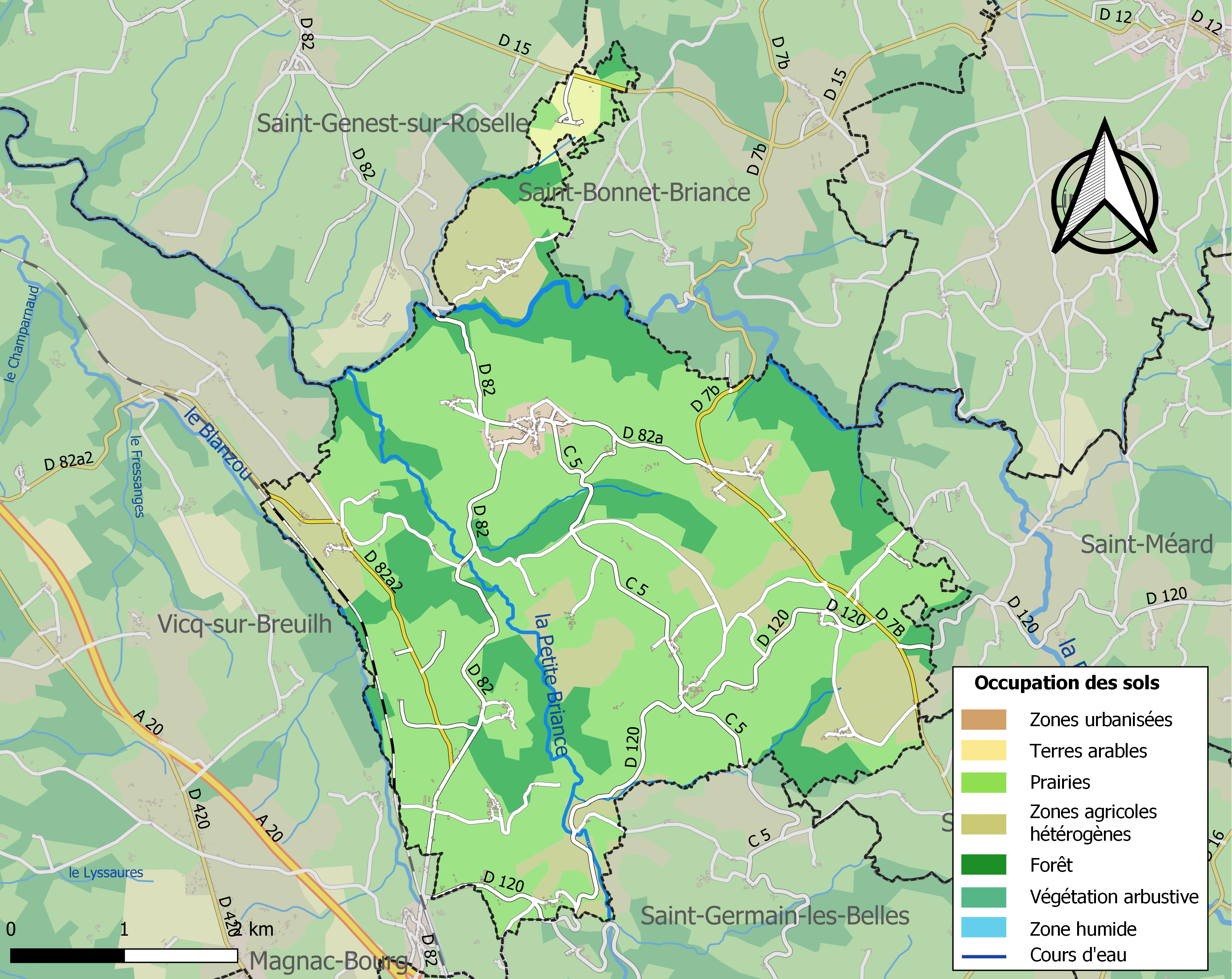
Carte des infrastructures et de l'occupation des sols de la commune en 2018 (CLC).

### Risques majeurs
Le territoire de la commune de Glanges est vulnérable à différents aléas naturels : météorologiques (tempête, orage, neige, grand froid, canicule ou sécheresse) et séisme (sismicité très faible). Il est également exposé à un risque particulier : le risque de radon. Un site publié par le BRGM permet d'évaluer simplement et rapidement les risques d'un bien localisé soit par son adresse soit par le numéro de sa parcelle.

#### Risques naturels

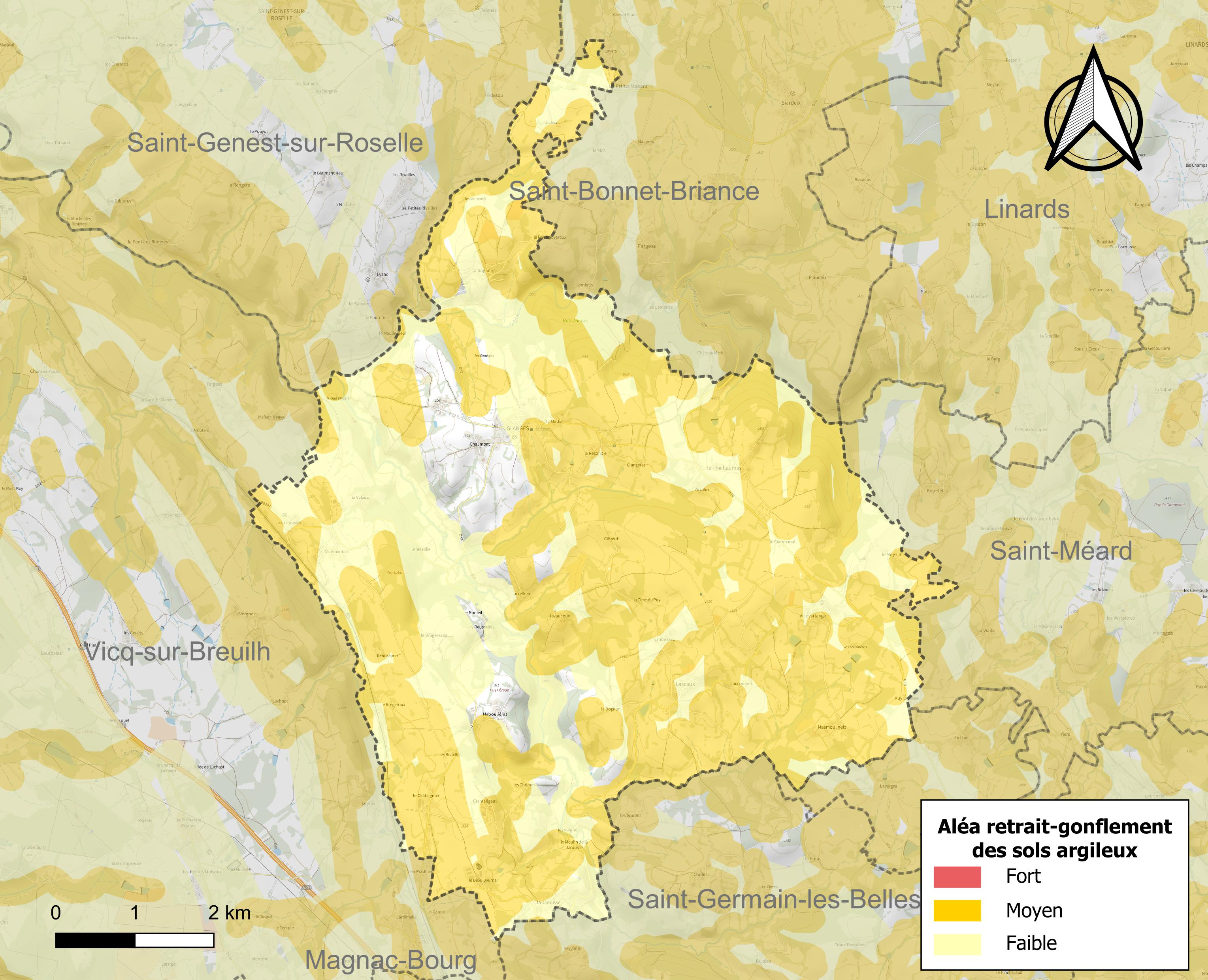
Carte des zones d'aléa retrait-gonflement des sols argileux de Glanges.

Le retrait-gonflement des sols argileux est susceptible d'engendrer des dommages importants aux bâtiments en cas d’alternance de périodes de sécheresse et de pluie. 63,5 % de la superficie communale est en aléa moyen ou fort (27 % au niveau départemental et 48,5 % au niveau national métropolitain). Depuis le 1er octobre 2020, en application de la loi ÉLAN, différentes contraintes s'imposent aux vendeurs, maîtres d'ouvrages ou constructeurs de biens situés dans une zone classée en aléa moyen ou fort,.
La commune a été reconnue en état de catastrophe naturelle au titre des dommages causés par les inondations et coulées de boue survenues en 1982 et 1999 et par des mouvements de terrain en 1999.

#### Risque particulier
Dans plusieurs parties du territoire national, le radon, accumulé dans certains logements ou autres locaux, peut constituer une source significative d’exposition de la population aux rayonnements ionisants. Selon la classification de 2018, la commune de Glanges est classée en zone 2, à savoir zone à potentiel radon faible mais sur lesquelles des facteurs géologiques particuliers peuvent faciliter le transfert du radon vers les bâtiments.

## Politique et administration
| Période                                  | Période      | Identité          | Étiquette | Qualité                      |
| ---------------------------------------- | ------------ | ----------------- | --------- | ---------------------------- |
| Les données manquantes sont à compléter. |              |                   |           |                              |
| mai 1945                                 | 1949 (décès) | Marcelin Gavinet  |           |                              |
| décembre 1949                            | mars 1959    | Armand Halary     |           |                              |
| mars 1959                                | mars 1977    | Henri Saraudy     |           |                              |
| mars 1977                                | mars 2001    | Edmond Chamouleau | PS        |                              |
| mars 2001                                | mai 2020     | Pierre Carpe      | PS        |                              |
| mai 2020                                 | En cours     | Émilie Gillet     |           | Consultante santé au travail |

## Démographie
L'évolution du nombre d'habitants est connue à travers les recensements de la population effectués dans la commune depuis 1793. Pour les communes de moins de 10 000 habitants, une enquête de recensement portant sur toute la population est réalisée tous les cinq ans, les populations de référence des années intermédiaires étant quant à elles estimées par interpolation ou extrapolation. Pour la commune, le premier recensement exhaustif entrant dans le cadre du nouveau dispositif a été réalisé en 2008.

En 2022, la commune comptait 510 habitants, en évolution de −0,97 % par rapport à 2016 (Haute-Vienne : −0,68 %, France hors Mayotte : +2,11 %).
| 1793  | 1800  | 1806  | 1821  | 1831  | 1836  | 1841  | 1846  | 1851  |
| ----- | ----- | ----- | ----- | ----- | ----- | ----- | ----- | ----- |
| 1 194 | 1 282 | 1 248 | 1 212 | 1 173 | 1 230 | 1 320 | 1 314 | 1 266 |

| 1856  | 1861  | 1866  | 1872  | 1876  | 1881  | 1886  | 1891  | 1896  |
| ----- | ----- | ----- | ----- | ----- | ----- | ----- | ----- | ----- |
| 1 216 | 1 200 | 1 140 | 1 149 | 1 136 | 1 141 | 1 156 | 1 132 | 1 140 |

| 1901  | 1906  | 1911  | 1921 | 1926 | 1931 | 1936 | 1946 | 1954 |
| ----- | ----- | ----- | ---- | ---- | ---- | ---- | ---- | ---- |
| 1 151 | 1 171 | 1 109 | 962  | 928  | 907  | 854  | 841  | 751  |

| 1962 | 1968 | 1975 | 1982 | 1990 | 1999 | 2006 | 2008 | 2013 |
| ---- | ---- | ---- | ---- | ---- | ---- | ---- | ---- | ---- |
| 654  | 573  | 489  | 440  | 426  | 424  | 491  | 510  | 516  |

| 2018 | 2022 | - | - | - | - | - | - | - |
| ---- | ---- | - | - | - | - | - | - | - |
| 510  | 510  | - | - | - | - | - | - | - |

## Lieux et monuments
L'église Saint-Pierre-ès-Liens de Glanges des XIe et XIIe siècles présente des vestiges médiévaux sculptés, notamment un grand nombre de pierres tombales au sol et ses modillons près des toits. L’église abrite de vénérables reliques de Saint Étienne de Muret, ermite à l’origine de l’ordre de Grandmont et de deux compagnes de Sainte Ursule, provenant justement de l'Abbaye de Grandmont. Une église du XIXe siècle avec de nombreuses manifestations religieuses, accueillant la salle polyvalente mise à la disposition des habitants pour tenir des événements festifs.
Sur la place de l’église, la bascule de Glanges qui permettait de déterminer le poids des animaux des exploitants agricoles tels que des porcs, vaches ou tout autre objet (charrettes, sacs de blé, le foin en boule, la ferraille) pour ensuite les vendre à un prix en fonction de leur masse
En face de la bascule, la maison Montentin, souvent appelée « Mirabeau », a été rénovée par la municipalité. Construite probablement au XVIe siècle, cette maison a peut-être abrité des responsables de l’exploitation des mines de plomb de Ciboeuf et de Javaudoux, au service du marquis de Mirabeau qui en avait la concession.
Le rez-de-chaussée est utilisé par la garderie scolaire, l’agence postale communale et la bibliothèque, qui est en réseau avec la médiathèque intercommunale « du Père Castor ».
Devant la maison Montentin, se trouve une énorme pierre en serpentine taillée, qui, avant de devenir support de croix, avait place dans un centre gallo-romain.
Dans les villages, on trouve des puits rénovés, ainsi qu’aux carrefours des routes de nombreuses croix, toutes différentes les unes des autres.

## Personnalités liées à la commune
- Aimé Perpillou (1902-1976), géographe, est né à Glanges.

## Pour approfondir